# Монастир
Вижте пояснителната страница за други значения на Монастир.
Монастир (на арабски: المـنسـتير – Ал-Мунастир; на латински: Monasterium, правопис по Американската система BGN: Monastir) е град в Тунис, административен център на провинция Монастир.

## География
Населението на града е 104 535 души според преброяването от 2014 г.
Разположен е на брега на Средиземно море.

## История
Манастирът, който дава името на града, е построен от ислямска религиозна група през 797 г., за да защитава града от скитащите номадски племена и византийските бойни кораби.

## Туризъм
Градът е смесица от традиции и съвременност, характерна за Тунис. Днес Монастир е почивен курорт и разполага с множеството хотели, открити ресторанти и кафенета. Предлага база за морски туризъм, с възможности за водни спортове, екскурзии, голф и много забавления. Внушителната кула Рибат със своите каменни стени, построена преди 9 века, е превърната в музей на ислямското изкуство и бит.

## Известни личности
Родени в Монастир
- Хабиб Бургиба (1903 – 2000), политик
- Мохамед Мзали (1925 – 2010), политик
- Хамза Юнес (р. 1986), футболист-национал

Починали в Монастир
- Хабиб Бургиба (1903 – 2000), политик